# Catalpa
Catalpa este un gen de plante cu flori din familia Bignoniaceae, native pentru zonele temperate și calde din America de Nord, Caraibe și Asia de Est.
Există o specie de molie sfinx care se hrănește cu plante de catalpa, aceasta fiind Ceratomia catalpae (sau molia sfinx de catalpa).

## Specii
| Catalpa bignonioides Walter - catalpa de sud Catalpa brevipes Urb. - Catalpa bungei C.A.Mey. - Catalpa cassinoides Spreng. - Catalpa communis Dum.Cours. - Catalpa cordifolia Moench - Catalpa denticulata Urb. - Catalpa domingensis Urb. - Catalpa duclouxii Dode - Catalpa ekmaniana Urb. - Catalpa fargesii Bur. - Catalpa henryi Dode - Catalpa heterophylla Dode - Catalpa himalayensis Hort. ex Dippel - Catalpa hirsuta Spreng. - Catalpa kaempferi Siebold & Zucc. - Catalpa longisiliqua Cham. - Catalpa longissima (Jacq.) Dum.Cours. - catalpa haitiană Catalpa macrocarpa Ekman - | Catalpa microphylla Spreng. - Catalpa nana Hort. ex Dippel - Catalpa oblongata Urb. & Ekman - Catalpa obovata Urb. - Catalpa ovata G.Don - catalpa galbenă Catalpa pottsii Seem. - Catalpa pubescens (Griseb.) Bisse - Catalpa pumila Hort. ex Wien. - Catalpa punctata Griseb. - Catalpa purpurea Griseb. - Catalpa silvestrii (Pamp. & Bonati) S.Y.Hu - Catalpa speciosa Warder ex Engelm. - catalpa de nord Catalpa sutchuensis Dode - Catalpa ternifolia Cav. - Catalpa thunbergii Hort. ex Wien. - Catalpa tibetica Forrest - Catalpa umbraculifera Hort. - Catalpa vestita Diels - Catalpa wallichiana Hort. ex Wien. - |

- Surse pentru lista speciilor:[1][2]